# 野球パラオ代表
野球パラオ代表（やきゅうパラオだいひょう）は、パラオにおける野球のナショナルチームである。

## 概説
2007年サウスパシフィックゲームズでは優勝している。

## 国際大会

### ワールド・ベースボール・クラシック
- 2006年 - 参加せず
- 2009年 - 参加せず
- 2013年 - 参加せず
- 2017年 - 参加せず

### オリンピック
- 2008年 - 参加せず

### WBSCプレミア12
- 2015年 - 参加資格無し
- 2019年 - 参加資格無し
- 2024年 - 参加資格無し